# 南下沼站
南下沼站（日语：／ Minami-shimonuma eki */?）是位於北海道天鹽郡幌延町，屬於北海道旅客鐵道宗谷本線的車站，電報略號為ミシ。由於本站的客量極少，因此於2006年（平成18年）3月18日停止使用。本站在停止使用前，每天只有來回各2班共4班列車停靠在這站。而因為本站位於下沼的南方，因此以「南下沼」作為站名。

## 停止使用前的車站構造
本站在開業時為臨時停靠站和無人站，也是設有側式月台1面1線的地面車站和秘境車站。本站的候車室是一間小型木屋。

## 車站周邊
- 國道40號
- 北海道道972號濱里下沼線
- 佐呂野原野（日语：サロベツ原野）

## 歷史
- 1957年（昭和32年）2月1日 - 日本國有鐵道宗谷本線南下沼臨時停靠站啟用。
- 1987年（昭和62年）4月1日 - 正式民營化並進行分割，南下沼臨時停靠站劃歸由JR北海道繼承，並立即升至南下沼站。
- 1990年（平成2年）3月10日 - 設定營業距離。
- 2006年（平成18年）
  - 3月18日 - 因乘客量過少，車站停用。
  - 6月下旬左右 - 拆除車站設施。

## 相鄰車站
北海道旅客鐵道
宗谷本線
幌延－南下沼－下沼

## 外部連結
- （日語）全驛參觀之旅 （页面存档备份，存于）